# Charles de Gaulle
Charles André Joseph Marie de Gaulle (wym. [ʃaʀl ɑ̃ˈdʀe ʒoˈzɛf maˈʀi dəˈgol]ⓘ; ur. 22 listopada 1890 w Lille, zm. 9 listopada 1970 w Colombey-les-Deux-Églises) – francuski polityk, generał brygady, mąż stanu i teoretyk wojskowości, w czasie II wojny światowej stał na czele ruchu Wolnej Francji, kontynuującego walkę z III Rzeszą niezależnie od Francji Vichy. W latach 1959–1969 był prezydentem Francji i twórcą nowej konstytucji ustanawiającej półprezydencki system rządów.
Przed II wojną światową był znany głównie jako propagator idei masowego użycia broni pancernej. Autor prac poświęconych historii wojskowości oraz strategii. Od lat 40. do śmierci był uznawany za najbardziej wpływową postać we francuskiej polityce, a także za jednego z najwybitniejszych polityków XX wieku. Człowiek Roku 1958 według magazynu „Time”.

## Życiorys

### Pochodzenie
De Gaulle przyszedł na świat w starej szlacheckiej, aczkolwiek zubożałej rodzinie. Jego ojcem był Henri de Gaulle (ur. 1848), profesor wielu liceów prowadzonych przez jezuitów. Przyszły prezydent wyrastał w atmosferze patriotyzmu i tolerancyjnego katolicyzmu. Od roku 1895 uczęszczał do szkoły prowadzonej przez zakonników z Bractwa Szkół Świętego Tomasza z Akwinu. Po jej ukończeniu, w wieku 10 lat został przyjęty do jezuickiego gimnazjum Niepokalanego Poczęcia. W związku z likwidacją tej szkoły wraz z końcem roku szkolnego 1905–1906 kontynuował przez rok naukę w gimnazjum Najświętszego Serca w belgijskim mieście Antoing. Rok ten poświęcił na przygotowania do egzaminów wstępnych do Saint-Cyr-l'Ècole. Miał czworo rodzeństwa (trzech braci i siostrę).

### Kariera wojskowa (1910–1940)
W roku 1909 odbył roczny staż w 33 pułku piechoty, w stopniu szeregowca, gdzie koledzy ze względu na wysoki wzrost (196 cm) nazywali go szparagiem lub dwumetrowcem. Od 1910 roku uczęszczał do École spéciale militaire de Saint-Cyr, później ponownie służył w 33 pułku piechoty w Arras, w stopniu podporucznika dowodząc plutonem. Jego przełożonym był pułkownik Philippe Pétain. W czasie I wojny światowej był trzykrotnie ranny, a w marcu 1916 roku raniony pod Verdun został wzięty do niewoli. W czasie pobytu w niewoli podjął pięć prób ucieczki, wskutek czego osadzono go w obozie dla jeńców wykazujących skłonność do ucieczek w Ingolstadt, gdzie zaprzyjaźnił się z więzionym tam rosyjskim oficerem, późniejszym marszałkiem, Michaiłem Tuchaczewskim.
Po powrocie z niewoli zaciągnął się do 5 pułku strzelców polskich (Chasseurs Polonais) w Sille-le-Guillaume i wraz z pułkiem przybył do Polski. Od kwietnia 1919 do stycznia 1921 przebywał jako instruktor w składzie Francuskiej Misji Wojskowej (którą kierował gen. Paul Prosper Henrys), mieszkając głównie w Kutnie, jak również w dawnej szkole Gwardii Cesarskiej w Rembertowie, gdzie wykładał teorię taktyki. Od czerwca do lipca przebywał we Włocławku, gdzie był zakwaterowany w kamienicy przy ul. Cyganka 26. W lipcu i sierpniu 1920 roku został na krótko wcielony do polskiej jednostki bojowej i awansowany do stopnia majora. Za swoją postawę w operacjach wojskowych 29 lipca oraz 13 i 16 sierpnia 1920 r. został odznaczony Krzyżem Srebrnym Orderu Virtuti Militari V klasy (nr krzyża 2980) w związku z dekretem wodza naczelnego nr 2965 z 26 stycznia 1922 r. W 1921 w trakcie powstań śląskich służył w randze kapitana w siedmiotysięcznych wojskach rozjemczych skierowanych na Śląsk przez Radę Najwyższą Konferencji Pokojowej. Mieszkał wtedy w Bieruniu. Zaoferowano mu wtedy stały przydział do polskiej Armii, jednak odmówił jego przyjęcia i powrócił do Francji, gdzie następnie wykładał dzieje wojskowości w Saint-Cyr.
Od 1 lipca 1925 roku został członkiem osobistego sztabu marszałka Pétaina, po kilku latach popadł z nim w konflikt. 27 września 1927 otrzymał awans na stopień majora i został dowódcą batalionu w Trewirze, w 1929 roku został przeniesiony do Libanu. Od 1931 roku pracował w Sekretariacie Generalnym Obrony Narodowej. W 1934 roku wydał, niezgodną z francuską doktryną wojskową, pracę „Vers l’armée du métier” („Ku armii zawodowej”), w której pokazywał potrzebę technicznego usprawnienia armii, aby była ona zdolna do prowadzenia wojny manewrowej, a nie pozycyjnej.
We wrześniu 1937 roku został dowódcą 507 pułku czołgów w Metzu, w grudniu awansował na pułkownika. 11 maja 1940 otrzymał rozkaz objęcia dowództwa 4 dywizji pancernej. 23 maja został tymczasowo podniesiony do rangi generała brygady. 5 czerwca został mianowany podsekretarzem stanu do spraw wojny z teką wiceministra w rządzie Paula Reynauda. Jednak już 14 czerwca wojska niemieckie wkroczyły do Paryża, rząd udał się do Bordeaux, a 16 czerwca marszałek Pétain został premierem Francji po uzyskaniu większości przez stronnictwo kapitulacyjne (Pierre Etienne Flandin, Pierre Laval, Camille Chautemps, Jean Darlan). Następnego dnia marszałek Pétain wystąpił w przemówieniu radiowym z prośbą o rokowania w sprawie zawieszenia broni z III Rzeszą. Przemówienie marszałka, bohatera I wojny światowej ostatecznie złamało morale armii francuskiej. Zwolennicy kontynuacji walki w oparciu o terytoria zamorskie Francji (Georges Mandel) zostali internowani na pokładzie okrętu w Casablance.

### Wolna Francja (1940–1944)

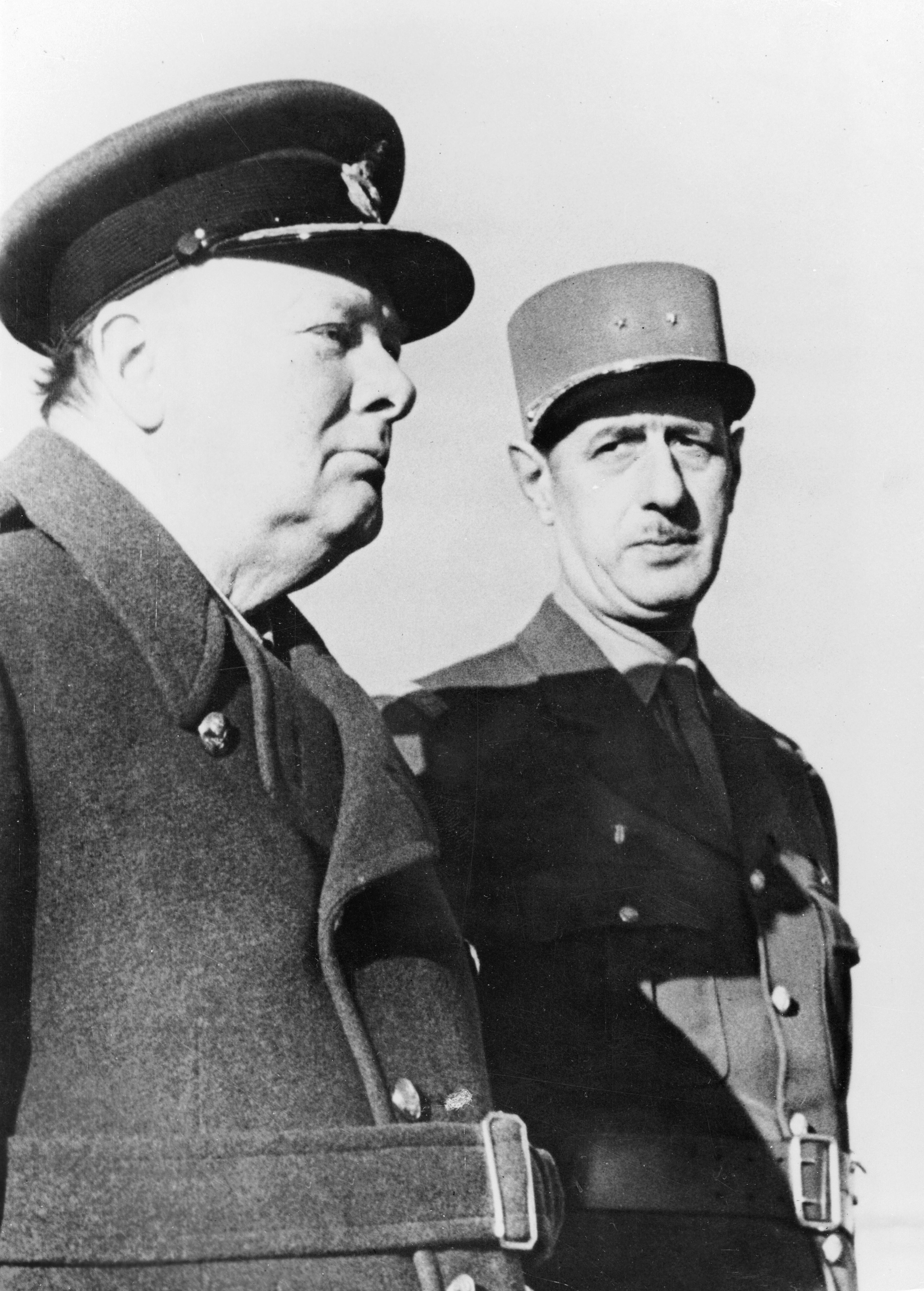
Charles de Gaulle z premierem Wielkiej Brytanii Winstonem Churchillem podczas inspekcji armii francuskiej w Marrakeszu 13 stycznia 1944

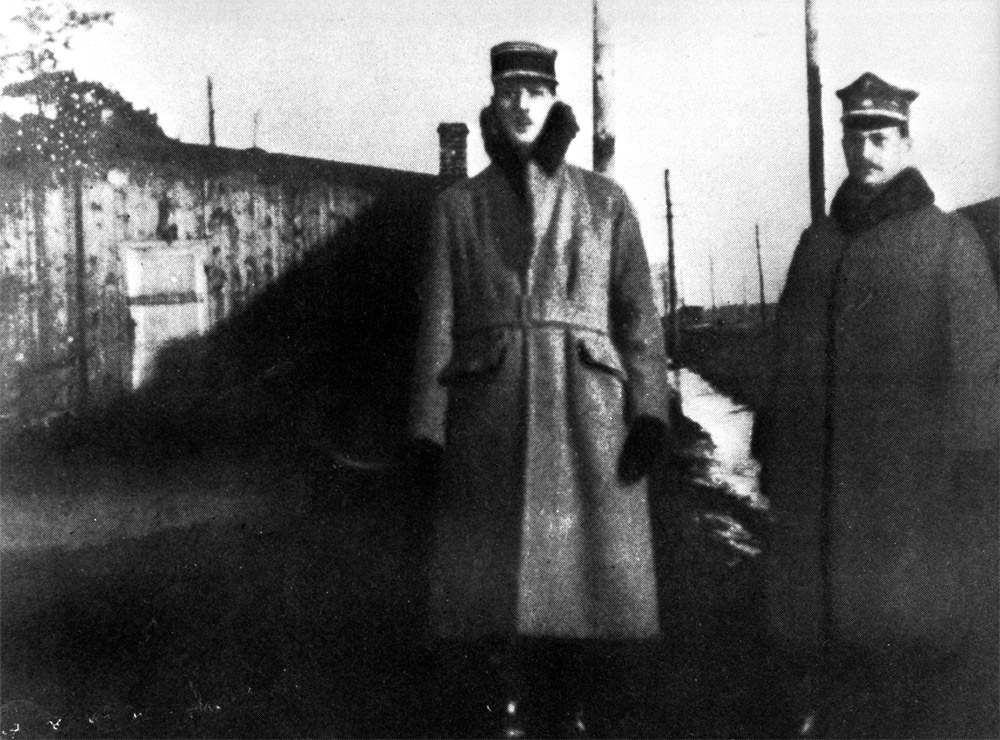
De Gaulle w Polsce, 1920

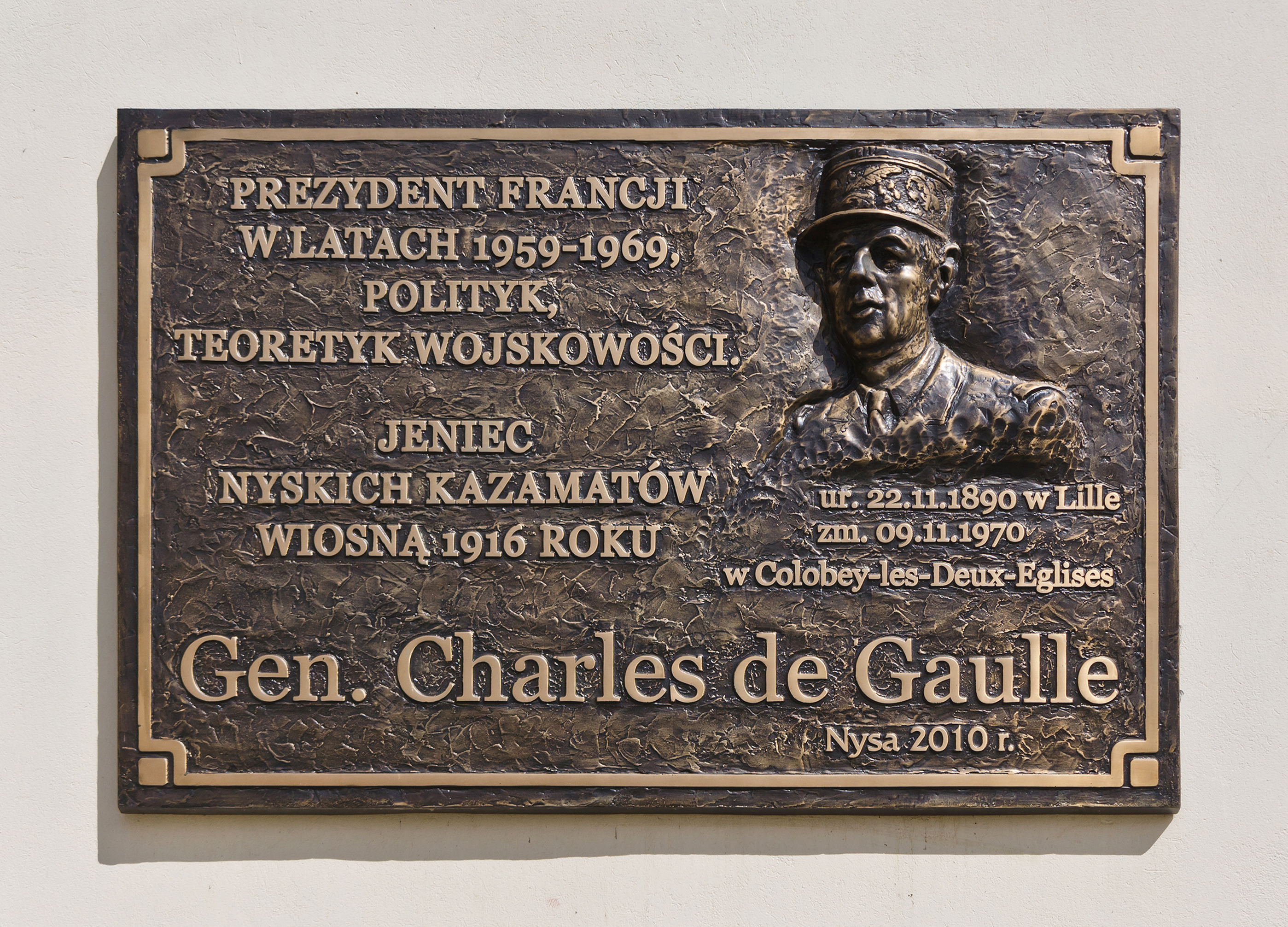
Tablica pamięci de Gaulle w Twierdzy Nysa

De Gaulle ewakuował się drogą lotniczą z Francji dzięki pomocy Winstona Churchilla. W dniu 18 czerwca wygłosił z Londynu na falach BBC słynny radiowy apel do narodu francuskiego, wzywający do dalszej walki. Założył tam komitet „Wolna Francja”. 28 czerwca Wielka Brytania uznała de Gaulle’a za „przywódcę wszystkich Wolnych Francuzów, gdziekolwiek by się znajdowali”, Stany Zjednoczone w dalszym ciągu uznawały rząd Vichy.
4 lipca 1940, sąd wojskowy w Tuluzie skazał zaocznie de Gaulle’a na 4 lata więzienia za namawianie wojskowych do nieposłuszeństwa. W następnym procesie w Clermont-Ferrand, 2 sierpnia tego roku, skazano go na karę śmierci, degradację wojskową i konfiskatę dóbr za zdradę stanu.
Mimo to stopniowo rosło poparcie dla de Gaulle’a. Wiele terytoriów zamorskich Francji zdecydowało mu się podporządkować wbrew woli rządu Vichy. Były to: Chandernagore, Nowe Hebrydy, Nowa Kaledonia, Francuska Afryka Równikowa i Kamerun. W sierpniu de Gaulle chciał przejąć Dakar, ale wobec oporu gubernatora Senegalu wiernego rządowi Vichy, musiał zrezygnować z tego planu. 27 października w Brazzaville zapowiedział utworzenie Rady Obrony Francji mającej kierować francuskimi wysiłkami wojennymi i mającej współpracować z rządem Wolnej Francji. W grudniu Rada została uznana przez Wielką Brytanię.
De Gaulle mobilizował ludność różnymi symbolicznymi akcjami. W grudniu 1941 roku w ramach „godziny nadziei” francuskie ulice opustoszały na godzinę, w listopadzie 1941 roku ustanowiono Order Wyzwolenia. Symbolem Wolnej Francji był krzyż lotaryński, z dwiema poprzecznymi belkami.
Mimo początkowego osamotnienia, de Gaulle wzmacniał pozycję swoją i Wolnej Francji na arenie międzynarodowej, starając się, aby Wolni Francuzi brali udział czynny i decyzyjny we wszystkim, co tyczyło się Francji i jej terytoriów. Jednym z punktów spornych pomiędzy generałem i jego zwolennikami a Brytyjczykami była sprawa Lewantu (terytoria dzisiejszych Syrii i Libanu). Kiedy w lutym 1941 niemieccy agenci nawiązali kontakty z wiernymi rządowi Vichy władzami kolonialnymi, starając się wykorzystać syryjskie lotniska dla potrzeb Luftwaffe, de Gaulle natychmiast opuścił Londyn i wyjechał do Kairu, by na miejscu zorganizować ekspedycję połączonych wojsk alianckich do Syrii. Wobec słabości sił alianckich w tym regionie operację rozpoczęto dopiero w dniu 8 czerwca 1941. 21 czerwca 1941 r. Francuzi z Sił Wolnej Francji walczyli i zdobyli Damaszek razem z Brytyjczykami i Australijczykami. Podpisany 14 lipca 1941 układ pomiędzy Brytyjczykami a rządem Vichy, w myśl którego walki w Syrii i Libanie miały zostać przerwane, okazał się poniżający dla generała i jego organizacji. W myśl jego postanowień wojska kolonialne kapitulowały wyłącznie przed Brytyjczykami, zaś przedstawiciele Wolnej Francji nie mieli prawa do rekrutowania żołnierzy spośród kapitulujących wojsk kolonialnych. W odpowiedzi generał zapowiedział wycofanie wojsk Wolnej Francji spod dowództwa Brytyjskiego. Ostatecznie pod koniec lipca rząd Wielkiej Brytanii zawarł nowy układ z francuskim przywódcą, na mocy którego potwierdzono „specjalne interesy” Francji na obszarze Lewantu. Ze swojej strony Francuzi zgodzili się na militarne zwierzchnictwo Wielkiej Brytanii na terenie Bliskiego i Środkowego Wschodu. De Gaulle wzywał swoich rodaków do wsparcia aliantów w operacji Torch po ich desancie w Algierii i Maroku 8 listopada 1942 roku, mimo że na prośbę generała Henri Girauda alianci wykluczyli jego samego z tych walk.
Przyszła też pora na działania na terytorium Francji, gdzie 1 stycznia 1942 został przerzucony Jean Moulin z powierzoną mu przez de Gaulle’a misją zjednoczenia francuskiego ruchu oporu. Zdecydowali oni o powołaniu do życia Krajowej Rady Ruchu Oporu.
De Gaulle ciągle wzmacniał swoją pozycję wobec państw alianckich. 24 września 1941 powołano Francuski Komitet Narodowy (CFN) pod jego przewodnictwem – chodziło o utworzenie prawdziwego rządu, który mógłby zostać uznany przez Londyn, Waszyngton i Moskwę. 14 lipca 1942 roku Wolna Francja zmieniła nazwę na Francję Walczącą. Pod naciskiem Churchilla i Roosevelta 14 stycznia 1943 roku spotkał się w Casablance z popieranym przez Amerykanów generałem Henrim Giraudem. 4 czerwca w Algierze na pierwszym wyzwolonym terytorium Francji razem powołali Francuski Komitet Wyzwolenia Narodowego (CFLN) początkowo z Giraudem jako dowodzącym wojskiem i de Gaulle’em jako szefem rządu. CFLN został uznany przez Wielką Brytanię, ZSRR i Stany Zjednoczone 26 sierpnia.
De Gaulle odnosił coraz to nowe sukcesy. W lipcu, po rozruchach, Antyle przyłączyły się do Wolnej Francji, generał został triumfalnie przyjęty w Maroku i Tunezji, a po ponad miesiącu walk 8 października 1943 Korsyka została ogłoszona pierwszym metropolitalnym departamentem Francji.

### Na czele państwa i rządu (1944–1946)
3 czerwca 1944 Francuski Komitet Wyzwolenia Narodowego (CFLN) został przekształcony w Tymczasowy Rząd Republiki Francuskiej (GPRF), z de Gaulle’em na czele. Chodziło o to, by wyzwalane tereny francuskie nie podlegały władzom alianckim, ale tymczasowemu rządowi zależnemu od Zgromadzenia Konsultatywnego, którego pierwsze posiedzenie odbyło się 9 listopada 1944.
25 sierpnia 1944 gen. Charles de Gaulle wkroczył do wiwatującego Paryża. 9 września GPRF przeniósł się z Algieru do Paryża, uzupełniono skład rządu przyjmując do niego także komunistów. W październiku Tymczasowy Rząd Republiki Francuskiej został uznany na arenie międzynarodowej. W grudniu de Gaulle odwiedził Moskwę, gdzie podpisał porozumienie o sojuszu i wzajemnej pomocy. Na wieść o wycofywaniu się sił amerykańskich, w grudniu 1944 wysłał do obrony Strasburga Jeana de Lattre de Tassigny’ego. Francja odzyskała Alzację i Lotaryngię. W latach 1944–1945 dowodzona przez de Gaulle’a armia francuska przekształciła się w czwartą siłę koalicji antyhitlerowskiej w Europie, skupiając w swoich szeregach w grudniu 1944 roku milion żołnierzy, zaś w maju 1945 roku 1 milion 250 tysięcy żołnierzy, dystansując tym samym armię i flotę Kanady. Francja wystawiła czwartą co do wielkości armię koalicji antyhitlerowskiej w Europie (po radzieckiej, amerykańskiej i brytyjskiej) zarówno pod względem ogólnej liczebności, jak i liczby żołnierzy walczących na frontach – w Europie Zachodniej, na froncie wschodnim i na Pacyfiku. Na rozkaz de Gaulle’a oddziały 1 armii francuskiej w marcu 1945 roku wkroczyły na terytorium Niemiec i zaczęły ustanawiać tam francuską administrację okupacyjną. Miało to poważny wpływ na umocnienie międzynarodowej pozycji Francji oraz wydzielenie jej stref okupacyjnych w Niemczech i Austrii wraz z francuskimi sektorami w Berlinie i Wiedniu.
De Gaulle nie został zaproszony na obrady podczas konferencji jałtańskiej, która zakończyła się w lutym 1945 roku. Francja jako czwarte mocarstwo koalicji antyhitlerowskiej brała natomiast udział w ceremonii kapitulacji III Rzeszy. Weszła jako członek stały do Rady Bezpieczeństwa ONZ w czerwcu tego roku. Nie wzięła jednak udziału w konferencji poczdamskiej.
W sprawach polityki wewnętrznej, bolesną kwestią okazało się rozliczenie ze zwolennikami rządu Vichy oraz osobami podejrzewanymi o kolaborację z Niemcami w toku wojny.
Zgodnie z oficjalnymi danymi stracono 10 522 osoby (pośród nich 8348 bez sądu, przez członków ruchu oporu). Sam de Gaulle ułaskawił 1303 osoby, w tym marszałka Pètaina, któremu wyrok śmierci zmieniono na dożywotnie więzienie. Rozstrzelano natomiast po procesie Pierre’a Lavala – premiera rządu Vichy.
16 listopada 1945 de Gaulle stworzył trójpartyjny gabinet na bazie Ruchu Republikańsko-Ludowego i socjalistów, do którego formalnie weszła też Francuska Partia Komunistyczna. Komisja Konstytucyjna zdecydowała o ograniczeniu władzy prezydenckiej, de Gaulle odszedł z rządu w styczniu 1946 r. niechętny rządom partyjnym.

### „Marsz przez pustynię” (1946–1958)
Okres, w którym generał de Gaulle pozostawał odsunięty od władzy, nazywany był przez jego zwolenników „latami spędzonymi na pustyni”. 13 października 1946 r. Francuzi w referendum zaakceptowali nową konstytucję IV Republiki. 7 kwietnia 1947 r. w Strasburgu de Gaulle ogłosił utworzenie Zgromadzenia Narodu Francuskiego – Rassemblement du Peuple Français (RPF), które szybko zdobyło duże poparcie i wygrało wybory samorządowe w październiku. W wyborach 1947 roku uzyskało 40% głosów, ale w 1951 już tylko 22,30%. Jednymi z przyczyn takiego spadku popularności ruchu były agresywna retoryka jaką w tym czasie posługiwał się de Gaulle oraz chuligańskie wybryki których dopuszczali się zwolennicy RPF. 18 września 1948, w czasie manifestacji zwolenników Zgromadzenia w Grenoble, zastrzelono komunistę uczestniczącego w kontrmanifestacji, pobito kilka innych osób oraz spalono wiele samochodów. Po porażce wyborczej w wyborach samorządowych 1953 roku de Gaulle ogłosił wycofanie się RPF z życia politycznego i publicznego. Ostatecznie w 1955 de Gaulle ogłosił własne wycofanie się z życia publicznego.

### Ponownie na czele państwa (1958–1969)

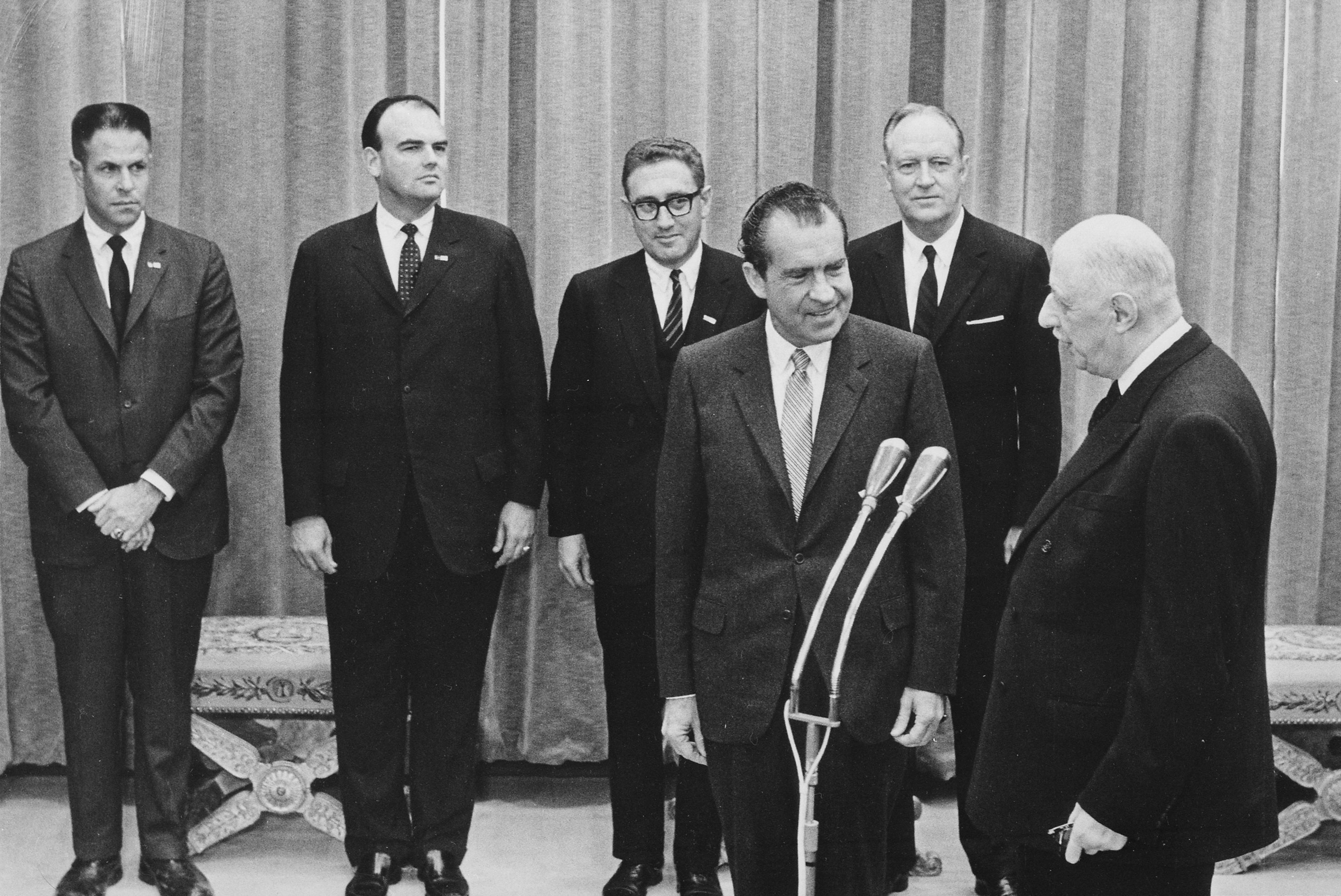
Charles de Gaulle (pierwszy z prawej) i prezydent USA Richard Nixon w 1969

W związku z trudną do opanowania sytuacją w Algierii i znalezieniem się Francji na skraju wojny domowej, w maju 1958 roku prezydent René Coty zaprosił de Gaulle’a do powołania rządu ocalenia narodowego. Jako premier przygotowywał projekt nowej konstytucji, którą w referendum 28 września 1958 roku poparły europejska część Francji i terytoria zamorskie poza Gwineą, która postawiła na szybkie uzyskanie niepodległości. W efekcie takiego postępowania Francja odcięła pomoc gospodarczą i wycofała swoich urzędników. Wybór prezydenta padł na de Gaulle’a w związku z autorytetem, jakim darzyło go radykalizujące się, francuskie społeczeństwo. Panowało ryzyko wybuchu buntu, w sytuacji, gdy wojsko i policja decydowały się nie brać udziału w ewentualnym konflikcie. Poprzedniemu rządowi udało się opanować nastroje części społeczeństwa, wprowadzając do gabinetu trzech ministrów z Francuskiej Partii Komunistycznej.
1 października 1958 roku utworzono Unię na Rzecz Nowej Republiki (UNR), mającą popierać de Gaulle’a. W wyborach 30 października UNR zdobyła 196 miejsc w parlamencie, co przy poparciu 132 posłów niezależnych, lecz przychylnych rządowi, oznaczało porażkę sił lewicowych. Dekretem z 19 grudnia de Gaulle ustanowił organy Wspólnoty Francuskojęzycznych Państw Afryki, tworząc w ten sposób system federalny. 21 grudnia 1958 roku Charles de Gaulle został wybrany przez kolegium elektorskie I prezydentem V Republiki.
We wrześniu 1959 roku de Gaulle zapowiedział pozostawienie Algierczykom samookreślenia swojej przyszłości. W grudniu Mali, Senegal i Madagaskar opowiedziały się za swoją niepodległością. Proklamacja niepodległości Kamerunu miała miejsce 1 stycznia 1960 r., Togo 27 kwietnia tego roku. W czerwcu tego roku niepodległość ogłosiły Federacja Mali (republiki Sudanu Zachodniego i Senegalu) i Madagaskar, w sierpniu Górna Wolta, Niger, Gabon, Wybrzeże Kości Słoniowej, Kongo, Republika Środkowoafrykańska i Czad. Po rozpadzie Federacji Mali narodziły się Senegal i Mali. W listopadzie suwerenność uzyskała Mauretania.
De Gaulle prowadził politykę niezależności od USA, dążył do zbudowania potęgi militarnej Francji, w tym nuklearnej. 13 lutego 1960 wykonano pierwszą próbę atomową.
4 listopada de Gaulle w przemówieniu użył sformułowania „Algieria będzie algierska”. W styczniu 1961 roku w referendum większość Francuzów i Algierczyków, mieszkających w tym kraju, poparła samookreślenie Algierii. W kwietniu powstało ryzyko puczu wojskowego, ale udało się go uniknąć – część przywódców dołączyła do OAS – Organizacji Tajnej Armii, która organizowała zamachy terrorystyczne, dążąc do odstąpienia od budowy niepodległej Algierii. Ostatecznie, po dyskusjach w sprawie podziału terytorialnego Sahary, 19 marca 1962 roku podpisano układy w Evian.
W 1962 r. de Gaulle zaproponował referendum w sprawie wprowadzenia powszechnego głosowania na prezydenta. W styczniu 1963 roku podpisał Traktat Elizejski o współpracy RFN i Francji. 31 stycznia 1964 roku de Gaulle uznał rząd komunistyczny Chin wbrew stanowisku USA. Popierał także narody Ameryki Łacińskiej w walce o niepodległość, sprzeciwiał się poczynaniom amerykańskim w Wietnamie.
17 kwietnia 1964 roku przeszedł operację usunięcia raka prostaty. Przed operacją przekazał swojemu synowi kopertę, która zawierała nazwisko następcy na wypadek jego śmierci. 22 sierpnia w Petit-Clamart dokonano nieudanego zamachu na Charles’a de Gaulle’a, którego organizatorem był Jean-Marie Bastien-Thiry.
W grudniu 1965 r. de Gaulle został wybrany w wyborach powszechnych na prezydenta. Po 8 miesiącach nieuczestniczenia w obradach, w styczniu 1966 r. Francja wróciła do obrad Europejskiej Wspólnoty Gospodarczej (EWG). Wcześniejsze zawieszenie udziału w EWG miało na celu wymuszenie powrotu do jednomyślności przy ustalaniu decyzji tej instytucji. W marcu 1966 r. Francja wycofała się ze struktur wojskowych NATO, pozostając jednak członkiem struktur cywilnych. Jednocześnie de Gaulle zapowiedział, że w ciągu roku zostaną zlikwidowane obce bazy wojskowe na terenie Francji. Obawiając się całkowitego wystąpienia Francji ze struktur sojuszu, USA ewakuowały swoje bazy i sztaby NATO do innych państw. W czerwcu 1967 r. de Gaulle skrytykował Izrael za wywołanie wojny sześciodniowej z Egiptem.
We wrześniu 1967 roku de Gaulle odbył wizytę w Polsce, gdzie był entuzjastycznie witany. W trakcie swojej wizyty prezydent podkreślał między innymi polskość Ziem Odzyskanych.
Po jednym z zamachów, w którym uniknął śmierci dzięki rozwiązaniom technicznym Citroëna DS stał się wielbicielem tego auta. Marka Citroën wielokrotnie tworzyła specjalne auta dla prezydenta de Gaulle’a.

### Odejście (1968–1970)
W połowie lutego 1968 doszło do incydentu na uniwersytecie w Nanterre, gdy minister do spraw sportu i młodzieży François Missoffe został zaatakowany przez studentów żądających zniesienia podziału domów studenckich na męskie i żeńskie. W odpowiedzi policja przeprowadziła aresztowania wśród studentów. 3 kwietnia na posiedzeniu rządu prezydent odrzucił postulaty studentów oraz zdecydował o przeprowadzeniu reformy systemu oświaty. W myśl nowych przepisów wprowadzono procedury selekcyjne dla kandydatów na studia. 1 maja de Gaulle wydał rozkaz przywrócenia porządku na uczelni. 2 maja uniwersytet w Nanterre został zamknięty. Próba usunięcia studentów z Sorbony zakończyła się bitwą na ulicach Paryża. Brutalne ataki policji, szczegółowo zrelacjonowane w mediach, doprowadziły do fali strajków, w których znaczącą rolę odegrali komuniści z CGT. Sytuacja została opanowana dopiero 30 maja, kiedy to de Gaulle w przemówieniu radiowym zapowiedział, że nie zamierza rezygnować ze stanowiska ani dymisjonować premiera Pompidou. Prezydent zapowiedział również rozwiązanie Zgromadzenia Narodowego i nowe wybory w czerwcu tego roku. Partia de Gaulle’a zmieniła nazwę na Unia na rzecz Republiki (UDR) i dostała najwięcej głosów w wyborach czerwcowych, przy miażdżącej porażce lewicy. Mimo to, po przegranym referendum w sprawie reformy Senatu, 28 kwietnia 1969 roku de Gaulle zdecydował się zrezygnować z pełnienia urzędu.

### Śmierć
Zmarł 9 listopada 1970 roku, w swojej posiadłości w Colombey-les-Deux-Églises, półtora roku po swojej rezygnacji. Jego pogrzeb miał charakter prywatny. W dniu pogrzebu w paryskiej katedrze Notre-Dame (został ogłoszony dniem żałoby narodowej) została odprawiona uroczysta msza święta w intencji zmarłego, podczas której najwyższy hołd złożyli przedstawiciele władz francuskich i przywódcy z całego świata. We mszy uczestniczyli m.in.: prezydent Francji Georges Pompidou z małżonką, prezydent USA Richard Nixon, król Belgów Baldwin, królowa Holandii Juliana, wielki książę Luksemburga Jan, prezydent Finlandii Urho Kekkonen, prezydent Austrii Franz Jonas, cesarz Etiopii Haile Selassie, szach Iranu Mohammad Reza Pahlawi, przewodniczący Prezydium Rady Najwyższej ZSRR Nikołaj Podgorny, prezydent RFN Gustav Heinemann oraz kanclerz RFN Kurt Georg Kiesinger, prezydent Włoch Giuseppe Saragat oraz premier Włoch Emilio Colombo, prezydent Republiki Środkowoafrykańskiej Bokassa, następca tronu Wielkiej Brytanii książę Karol, premier Wielkiej Brytanii Edward Heath, byli premierzy Wielkiej Brytanii Harold Macmillan i Harold Wilson, prezydent Cypru Makarios III, przewodniczący Rady Państwa Bułgarii Georgij Trajkow, prezydent Dahomeju Hubert Maga, premier Egiptu Mahmoud Fawzi i najwyżsi przedstawiciele kilkudziesięciu innych państw. PRL reprezentował przewodniczący Rady Państwa marszałek Marian Spychalski.

### Rodzina de Gaulle’ów
W 1921 roku de Gaulle poślubił Yvonne Vendroux (1900–1979), córkę zamożnego fabrykanta z Calais. Z tego związku przyszło na świat troje dzieci: Philippe (ur. 1921, zm. 2024), Elizabeth (ur. 15.05.1924, zm. 2.01.2013) i Anne (1928–1948, miała zespół Downa). Philippe służył w marynarce. Służbę zaczynał jeszcze w czasach Wolnej Francji, gdzie doszedł do godności admirała i generalnego inspektora floty, a potem piastował mandat senatora. Syn Philippe’a, Charles de Gaulle (ur. 1948) był w latach 1999–2004 deputowanym do Parlamentu Europejskiego z ramienia Frontu Narodowego.
Jego bratanica Geneviève de Gaulle-Anthonioz (córka starszego brata Xaviera de Gaulle’a) była znaną działaczką społeczną.

## Awanse
- podporucznik (sous-lieutenant) – 1 października 1911
- porucznik (lieutenant) – 1 października 1913
- kapitan (capitaine) – 1 stycznia 1915
- major (chef de bataillon) – 25 września 1927
- podpułkownik (lieutenant-colonel) – 25 grudnia 1933
- pułkownik (colonel) – 25 grudnia 1937
- generał brygady (général de brigade) – 25 maja 1940

8 kwietnia 1946 Félix Gouin zaproponował de Gaulle’owi przyjęcie tytułu Marszałka Francji, co spotkało się ze sprzeciwem generała.

## Odznaczenia
Francuskie
- Wielki Krzyż Orderu Narodowego Legii Honorowej – 13 listopada 1945[45], Wielki Mistrz w latach 1945–1946 i 1959-1969
- Oficer Orderu Narodowego Legii Honorowej – 1934
- Kawaler Orderu Narodowego Legii Honorowej – 1915
- Order Wyzwolenia – 1940, Wielki Mistrz w latach 1947–1970
- Krzyż Wielki Orderu Narodowego Zasługi – 1963, Wielki Mistrz w latach 1963–1969
- Krzyż Wojenny 1914-1918 ze srebrną gwiazdą (1915) i dwiema brązowymi palmami (1916 i 1919)
- Krzyż Wojenny Zamorskich Teatrów Operacyjnych z brązową palmą – 1921
- Krzyż Wojenny 1939–1945 z brązową palmą – 1946
- Krzyż Kombatanta
- Medal Uciekinierów z Niewoli – 1927
- Medal Pamiątkowy Ochotników Wolnej Francji
- Międzysojuszniczy Medal Zwycięstwa – 1922
- Medal Pamiątkowy Wielkiej Wojny
- Medal Pamiątkowy Wojny 1939–1945
- Honorowy Medal Straży Pożarnej – 1959
- Medal Pamiątkowy Bitwy pod Verdun – 1922

Zagraniczne
- Krzyż Srebrny Orderu Wojskowego Virtuti Militari nr 2980 (1921, Polska)[46][47]
- Wielka Wstęga Orderu Leopolda (1945, Belgia)
- Łańcuch Orderu Zasługi Republiki Włoskiej (16 czerwca 1959)
- Order Najwyższy Chrystusa (1959, Watykan)[48]
- Order Serafinów (8 maja 1963, Szwecja)[49]
- Order Słonia (Dania, 5 kwietnia 1965)[50]
- Krzyż Wielki Orderu św. Olafa (Norwegia)
- Krzyż Wielki Orderu Białej Róży (1962, Finlandia)[51]
- Wielka Wstęga Orderu Smoka Annamu (Wietnam)
- Wielka Wstęga Orderu Kambodży
- Wielka Wstęga Orderu Miliona Słoni i Białego Parasola (Laos)
- Krzyż Wielki Klasy Specjalnej Orderu Boyacá (Kolumbia)
- Wielka Wstęga Orderu Zasługi Wojskowej Maroka
- Wielki Łańcuch Orderu Wyzwoliciela San Martina Argentyny
- Krzyż Wielki Orderu Narodowego Zasługi (Ekwador)
- Krzyż Wielki Orderu Zasługi Wojskowej (Brazylia)
- Order Narodowy Zasługi (Paragwaj)
- Krzyż Wielki Orderu Słońca Peru (Peru)
- Wielki Łańcuch Orderu Krzyża Południa (Brazylia)
- Wielki Łańcuch Orderu Pahlawiego (Iran)
- Krzyż Wielki Wojskowego Orderu Ayacucho (Peru)
- Wielki Łańcuch Orderu Orła Azteków (Meksyk)
- Wielka Wstęga Orderu Dwóch Rzek (Irak)
- Wielki Łańcuch Orderu Wyzwoliciela (Wenezuela)
- Wielki Łańcuch Orderu Kondora Andów (Boliwia)
- Wielka Wstęga Orderu Umajjadów (Syria)
- Wielki Krzyż Orderu Cedru (Liban)
- Order Domowy Chakri (Tajlandia)
- Wielka Wstęga Orderu Ojaswi Rajanya (Nepal)
- Order Nishan-e-Pakistan (Pakistan)
- Wielki Krzyż Orderu Świętego Karola (Monako)
- Wielki Krzyż Zasługi Republiki Federalnej Niemiec
- Łańcuch Orderu Al-Husajna Ibn Alego (Jordania)
- Komandor Legii Zasługi (USA)
- Złoty Łańcuch Orderu Piusa IX (Watykan)
- Krzyż Laterański (Watykan)
- Wielki Oficer Orderu Zbawiciela (Grecja)
- Krzyż Wielki Orderu Wiktoriańskiego (Wielka Brytania)
- Królewski Łańcuch Wiktoriański (Wielka Brytania)
- Krzyż Wielki Orderu Odrodzenia Polski (1967, Polska)[52]
- Komandor Bawarskiego Orderu Zasługi (Bawaria)[53]
- Krzyż Wielki Orderu Narodowego Nigru (Niger)
- Krzyż Wielki Orderu Zasługi Kamerunu
- Krzyż Wielki Orderu Narodowego Wybrzeża Kości Słoniowej

## Dzieła generała de Gaulle’a
- La Discorde Chez l’Ennemi (1924) (Niezgoda w obozie nieprzyjaciela)
- Histoire des Troupes du Levant (1931) (współautor)
- Le Fil de l’Epée (1932) (Ostrze Miecza)
- Vers l’Armée de Métier (1934) (Ku armii zawodowej)
- La France et son Armée (1938) (Francja i jej armia)
- Trois Études (1945)
- Mémoires de Guerre (Pamiętniki wojenne)
  - Tom 1 – L’Appel, 1940–1942 (1954) (Apel)
  - Tom 2 – L’Unité, 1942–1944 (1956) (Jedność)
  - Tom 3 – Le Salut, 1944–1946 (1959) (Ocalenie)
- Mémoires d’Espoir
  - Tom 1 – Le Renouveau 1958–1962 (1970) (Odnowa)

Prócz tego wydano dzieła zebrane. Wydane zostały także „La Documentation française” (N° 216, 25.09.1967) – teksty przemówień i deklaracji de Gaulle’a w ciągu swej oficjalnej wizyty w Polsce w 1967:
- Voyage en Pologne du Général de Gaulle, Président de la République (6–11 septembre 1967)

## Muzeum prezydentury Charlesa de Gaulle’a
Muzeum prezydentury (Mémorial Charles de Gaulle) mieści się w zakupionej przez generała w 1934 posiadłości La Boisserie w Colombey-les-Deux-Églises (departament Haute Marne). Muzeum prezentuje m.in. salon, jadalnię i gabinet de Gaulle’a. W Colombey-les-Deux-Églises znajdują się także grób de Gaulle’a oraz 44-metrowy krzyż lotaryński, symbol Wolnej Francji, wykonany z różowego granitu z Bretanii.

## Niektóre określenia generała de Gaulle’a
- Charles André Joseph Marie de Gaulle – pełne imię i nazwisko generała.
- Charles de Gaulle – najprostsza jego forma.
- Generał de Gaulle
- Pułkownik Motor – przydomek z czasów, kiedy dowodził pułkiem czołgów w Metzu.
- Wielki Karol
- Gaulle – tak pogardliwie (bez przedrostka „de”) zwała generała propaganda Vichy.
- Prezydent de Gaulle
- Charlot

## Miejsca i obiekty nazwane na cześć de Gaulle’a
Bardzo wiele miejsc i obiektów zostało we Francji nazwanych imieniem de Gaulle’a, np.:
- Port lotniczy Paryż-Charles de Gaulle[55]
- Lotniskowiec „Charles de Gaulle”[56]

Na świecie:
- Belgia
  - Avenue du Général de Gaulle (Bruksela)[57]
- Kambodża
  - Charles de Gaulle Avenue (Phnom Penh)[58]
- Kamerun
  - Avenue du Général de Gaulle (Douala)
- Kanada
  - Charles-De Gaulle bridge (Montreal)
  - Charles-De Gaulle plaza (Montreal)
- Dominikana
  - Avenida Charles de Gaulle (Santo Domingo)[59]
- Egipt
  - Charles de Gaulle Avenue (Kair)
- Niemcy
  - Charles de Gaulle Avenue (Berlin)
- Wybrzeże Kości Słoniowej
  - Avenue du Général de Gaulle (Abidjan)
- Liban
  - General de Gaulle Avenue (Bejrut)[60]
- Polska
  - Rondo gen. Charles’a de Gaulle’a (Warszawa)
  - Aleja Generała Charles’a de Gaulle’a (Wałbrzych)
  - Ulica Charles’a de Gaulle’a (Malbork)
  - Szkoła im. Charles’ de Gaulle’a (Gimnazjum nr 122 w Warszawie)
  - Szkoła im. Charles’ de Gaulle’a (Szkoła Podstawowa nr 56, Gimnazjum z Oddziałami Dwujęzycznymi numer 29 i XVI LO) (Poznań)
  - Ulica Charles’a de Gaulle’a (Gdańsk)
  - Ulica Charles’a de Gaulle’a (Tychy)
  - Pomnik Charles’a de Gaulle’a (Warszawa)
  - Pomnik Charles’a de Gaulle’a przy Domu Muzyki i Tańca, tablica pamiątkowa z wizyty (Zabrze)
  - Ulica Charles’a de Gaulle’a (Zabrze)
- Rosja
  - Pomnik i plac Charles’a de Gaulle’a przed Hotelem Kosmos w Moskwie
- Rumunia
  - Piața Charles de Gaulle (Bukareszt)[61]
- Senegal
  - Boulevard du Général de Gaulle (Dakar)[62]
- Stany Zjednoczone
  - Gen De Gaulle Avenue (Nowy Orlean)
- Turcja
  - Dögol Caddesi (Ankara)[63]

## Rządy generała de Gaulle’a

### Pierwszy rząd de Gaulle’a (10 września 1944 – 21 listopada 1945)
- Charles de Gaulle – Przewodniczący rządu tymczasowego
- Georges Bidault – minister spraw zagranicznych
- André Diethelm(inne języki) – minister wojny
- Adrien Tixier(inne języki) – minister spraw wewnętrznych
- Aimé Lepercq(inne języki) – minister finansów
- Pierre Mendès France – minister gospodarki
- Robert Lacoste(inne języki) – minister ds. produkcji przemysłowej
- Alexandre Parodi(inne języki) – minister pracy i polityki społecznej
- François de Menthon(inne języki) – minister sprawiedliwości
- Louis Jacquinot(inne języki) – minister marynarki wojennej
- Charles Tillon – minister lotnictwa
- René Capitant – minister edukacji narodowej
- Henri Frenay(inne języki) – minister ds. więziennictwa
- François Tanguy-Prigent(inne języki) – minister rolnictwa
- Paul Giacobbi(inne języki) – minister zaopatrzenia
- René Pleven – minister kolonii
- René Mayer – minister ds. robót publicznych i transportu
- François Billoux(inne języki) – minister zdrowia
- Augustin Laurent(inne języki) – poczmistrz generalny
- Pierre-Henri Teitgen(inne języki) – minister informacji
- Georges Catroux – minister ds. Afryki Północnej
- Jules Jeanneney – minister stanu

Zmiany:
- 16 listopada 1944 – René Pleven zastąpił Lepercqa (zm. 9 listopada) na stanowisku ministra finansowe. Paul Giacobbi zastąpił Plevena na stanowisku ministra kolonii. Paul Ramadier zastąpił Giacobbiego na stanowisku ministra zaopatrzenia. Raoul Dautry(inne języki) wszedł w skład gabinetu jako minister ds. rekonstrukcji i planowania zabudowy miast. Catroux opuścił gabinet, a jego urząd został zniesiony.
- 6 kwietnia 1945 – René Pleven zastąpił Mendes-France’a na stanowisku ministra gospodarki.
- 30 maja 1945 – Pierre-Henri Teitgen(inne języki) zastąpił Menthona na stanowisku ministra sprawiedliwości. Jacques Soustelle zastąpił Teitgena na stanowisku ministra informacji. Christian Pineau zastąpił Ramadiera na stanowisku ministra zaopatrzenia.
- 27 czerwca 1945 – Eugène Thomas(inne języki) zastąpił Laurenta na stanowisku poczmistrza generalnego.

### Drugi rząd de Gaulle’a (21 grudnia 1945 – 26 stycznia 1946)
Charles de Gaulle – Przewodniczący rządu tymczasowego
- Georges Bidault – minister spraw zagranicznych
- Edmond Michelet – minister obrony narodowej
- Charles Tillon – minister ds. zbrojeń
- Adrien Tixier(inne języki) – minister spraw wewnętrznych
- René Pleven – minister finansów
- François Billoux(inne języki) – minister gospodarki
- Marcel Paul(inne języki) – minister ds. produkcji przemysłowej
- Ambroise Croizat(inne języki) – minister pracy
- Pierre-Henri Teitgen(inne języki) – minister sprawiedliwości
- Paul Giacobbi(inne języki) – minister edukacji narodowej
- Laurent Casanova – minister ds. weteranów i ofiar wojny
- François Tanguy-Prigent(inne języki) – minister rolnictwa i zaopatrzenia
- Jacques Soustelle(inne języki) – minister ds. kolonii
- Jules Moch(inne języki) – minister ds. robót publicznych i transportu
- Robert Prigent(inne języki) – minister ds. ludności
- Raoul Dautry(inne języki) – minister ds. rekonstrukcji i planowania zabudowy miast
- Eugène Thomas(inne języki) – poczmistrz generalny
- André Malraux – minister informacji
- Vincent Auriol – minister stanu
- Francisque Gay(inne języki) – minister stanu
- Louis Jacquinot(inne języki) – minister stanu
- Maurice Thorez – minister stanu

### Trzeci rząd de Gaulle’a (1 czerwca 1958 – 8 stycznia 1959)
- Charles de Gaulle – premier i minister obrony narodowej
- Maurice Couve de Murville – minister spraw zagranicznych
- Émile Pelletier(inne języki) – minister spraw wewnętrznych
- Antoine Pinay – minister finansów i tymczasowy minister robót publicznych, transportu i turystyki
- Édouard Ramonet(inne języki) – minister przemysłu
- Paul Bacon(inne języki) – minister pracy
- Edmond Michelet – minister ds. weteranów i ofiar wojny
- Michel Debré – minister sprawiedliwości
- Jean Berthoin(inne języki) – minister edukacji narodowej
- Roger Houdet(inne języki) – minister rolnictwa
- Bernard Cornut-Gentille – minister ds. Francji zamorskieje
- Robert Buron(inne języki) – minister robót publicznych, transportu i turystyki
- Eugène Thomas(inne języki) – poczmistrz generalny
- Édouard Ramonet(inne języki) – minister handlu
- Pierre Sudreau – minister budownictwa
- Max Lejeune(inne języki) – minister ds. Sahary
- Guy Mollet – minister stanu
- Pierre Pflimlin – minister stanu
- Félix Houphouët-Boigny – minister stanu
- Louis Jacquinot(inne języki) – minister stanu

Zmiany:
- 12 czerwca 1958 – André Malraux wszedł w skład gabinetu jako minister ds. radia, telewizji i prasy.
- 14 czerwca 1958 – Guy Mollet został ministrem ds. służby cywilnej.
- 7 lipca 1958 – Bernard Chenot(inne języki) wszedł w skład gabinetu jako minister zdrowia i ludności. Jacques Soustelle(inne języki) przejął po Malraux tekę ministra informacji.
- 23 lipca 1958 – Antoine Pinay został ministrem ds. gospodarki i ministrem finansów.